# Irena Ulatowska
Irena Ulatowska (30 de diciembre de 1942-23 de mayo de 2023) fue una deportista polaca que compitió en tiro con arco, en la modalidad de arco recurvo. Ganó una medalla de bronce en el Campeonato Mundial de Tiro con Arco al Aire Libre de 1969, en la prueba por equipo.

## Palmarés internacional
| Campeonato Mundial al Aire Libre | Campeonato Mundial al Aire Libre | Campeonato Mundial al Aire Libre | Campeonato Mundial al Aire Libre |
| Año                              | Lugar                            | Medalla                          | Prueba                           |
| -------------------------------- | -------------------------------- | -------------------------------- | -------------------------------- |
| 1969                             | Valley Forge (Estados Unidos)    | Medalla de bronce                | Equipo                           |